# Leugny (Vienne)
Leugny ist eine französische Gemeinde mit 370 Einwohnern (Stand 1. Januar 2022) im Département Vienne in der Region Nouvelle-Aquitaine; sie gehört zum Arrondissement Châtellerault und zum Kanton Châtellerault-2.

## Bevölkerungsentwicklung
- 1962: 283
- 1968: 326
- 1975: 311
- 1982: 357
- 1990: 362
- 1999: 398
- 2018: 394

## Sehenswürdigkeiten
- Kirche Saint-Hilaire

Siehe auch: Liste der Monuments historiques in Leugny (Vienne)

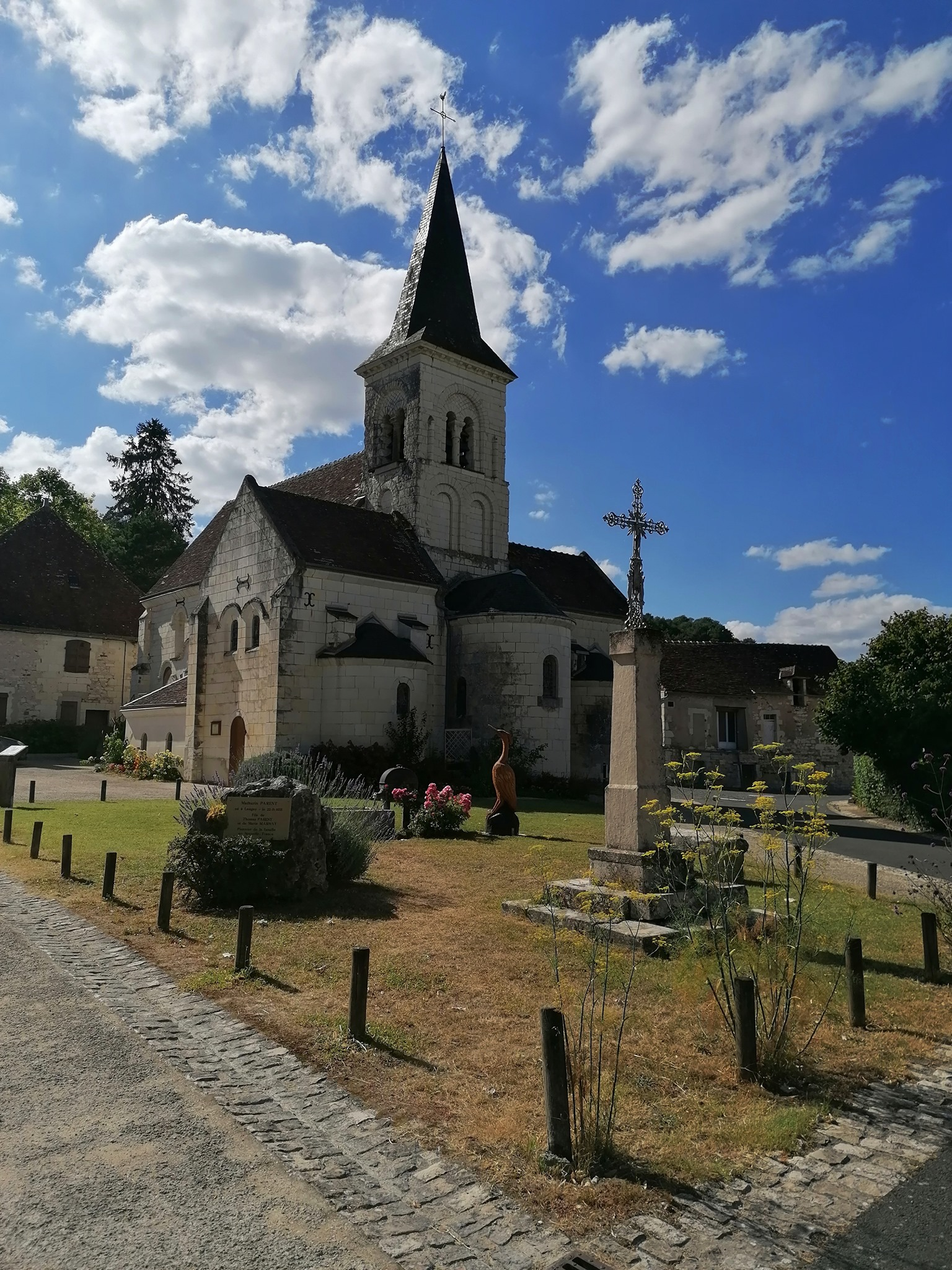
Kirche Saint-Hilaire